# CSI 300
CSI 300 — зважений за капіталізацією індекс фондового ринку, призначений для реплікації продуктивності 300 акцій, що торгуються на Шанхайській та Шеньчженьській фондових біржах.
Індекс складається компанією China Securities Index Company, Ltd..
Починаючи з 8 квітня 2005 його значення нормалізується стосовно бази 1 000 на 31 грудня 2004 року.